# 张克俭 (1943年)
张克俭（1943年9月—），男，汉族，安徽巢湖人，中共党员，中华人民共和国政治人物。

## 生平
1967年7月毕业于皖南大学（现安徽师范大学）数学系。毕业后分配至芜湖锅炉厂工作，先后任工人、车间主任、副厂长、党委副书记。1973年调任芜湖市团委书记、市委常委。1980年初调任铜陵有色金属公司党委副书记、副总经理，铜陵市副市长。1980年底调任安徽机电学院（现安徽工程大学）副院长、党委副书记。1993年任芜湖市委常委、常务副市长。后担任芜湖市委副书记、副市长，安徽中医学院（现安徽中医药大学）院长、党委书记等职。:3082012年，获聘为安徽扬子职业技术学院副院长。